# Gabriel Elies Veny Oliver
Gabriel Elies Veny Oliver va néixer a Felanitx el 1721 i va morir a Palma l'any 1789. Va ser un religiós a l'orde carmelità. Ingressà a l'orde carmelità l'any 1739 on va ser doctor i lector de filosofia en el convent de l'orde a Palma. També va ser catedràtic a la Universitat Lul·liana de Mallorca fins a la seva mort. Va ser prior del convent dels carmelites entre els anys 1758 i 1769. Va escriure un panagíric del misteri de la Immaculada.